# محمود خلیل الحصری
محمود خلیل‌الحصری (زادهٔ ۱۷ سپتامبر ۱۹۱۷ – درگذشتهٔ ۲۴ نوامبر ۱۹۸۰) قاری قرآن مشهور مصری بود. معمولاً از وی در کنار عبدالباسط، منشاوی و مصطفی اسماعیل به سبب تأثیر گذاری در جهان اسلام به عنوان یکی از چهار قاری بزرگ دوران معاصر نام برده می‌شود.
وی نخستین قاری بود که قرآن را به صورت ترتیل قرائت و بر روی نوار کاست ضبط کرد.

## زندگی
محمود خلیل الحصری در مصر متولد شد به دلیل اینکه پدرش حصیر باف بود حصری نام داشت. او در هشت سالگی قرآن را به‌طور کامل حفظ کرد و در
۱۲ سالگی به حوزه علمیه طنطا رفت بعد از مدتی وارد دانشگاه الازهر قاهره شد.
او در انتخاباتی که در سال ۱۹۴۴ میلادی برای شناسایی بهترین قاری قرآن در رادیو مصر برگزار شد از بین ۲۰۰ نفر قاری رتبه نخست را کسب کرد.
این قاری مصری در سال ۱۹۶۸ میلادی به‌عنوان رئیس اتحاد قاریان جهان اسلام انتخاب شد.

## درگذشت
او در ۲۴ نوامبر ۱۹۸۰ در مسافرتی که به کشور کویت داشت درگذشت.